# 사차원 속도
특수 상대성 이론에서, 물체의 사차원 속도(四次元速度, 영어: four-velocity)는 로런츠 인자 {\displaystyle \gamma }와 고유 속도(proper velocity, celerity) {\displaystyle \mathbf {u} =\gamma \mathbf {v} }로 이루어진 사차원 벡터 {\displaystyle u^{\mu }=(\gamma ,\mathbf {u} )=\gamma (1,\mathbf {v} )}다. 물체가 시공간을 얼마나 빨리 이동하는지 나타내는 값으로 해석할 수 있다. 이름과 달리, 그 공간 성분은 (삼차원) 속도 {\displaystyle \mathbf {v} }가 아니라 고유 속도 {\displaystyle \mathbf {u} =\gamma \mathbf {v} }다. (삼차원 속도는 그 어느 사차원 벡터의 공간 성분도 이루지 않는다.)

## 정의
편의상 {\displaystyle c=1}로 놓자. 사차원 속도는 (사차원) 위치 {\displaystyle x^{\mu }=(t,x,y,z)}를 고유 시간 {\displaystyle \tau }로 미분한 값이다.
{\displaystyle u^{\mu }={\frac {dx^{\mu }}{d\tau }}}.
정의에 따라, 고유 시간은 로런츠 변환에 대한 스칼라이므로 사차원 속도는 (위치 {\displaystyle x^{\mu }}와 마찬가지로) 사차원 벡터다. 고유 시간은
{\displaystyle \tau =t/\gamma }
이므로, 따라서
{\displaystyle u^{\mu }=\gamma {\frac {d}{dt}}x^{\mu }=\gamma (1,v_{x},v_{y},v_{z})}
가 된다. 여기서 {\displaystyle v_{x}=dx/dt}, {\displaystyle v_{y}=dy/dt}, {\displaystyle v_{z}=dz/dt}는 물체의 삼차원 속도의 성분이다.
그 공간 성분 {\displaystyle \mathbf {u} =\gamma \mathbf {v} }는 고유 속도이다.
정의에 따라, 사차원 속도는
{\displaystyle u^{2}=\sum _{\mu ,\nu =0}^{3}u^{\mu }u^{\nu }\eta _{\mu \nu }=\gamma ^{2}-\gamma ^{2}\lVert \mathbf {v} \rVert ^{2}=1}
을 만족한다.:61 또한, 정지 질량이 {\displaystyle m_{0}}인 물체의 사차원 운동량은
{\displaystyle p^{\mu }=m_{0}u^{\mu }}
이다.

## 참고 문헌
1. ↑  Wald, Robert M (1984). 《General relativity》 (영어). 시카고: University of Chicago Press. doi:10.7208/chicago/9780226870373.001.0001. ISBN 978-0-226-87032-8. MR 0757180. Zbl 0549.53001.